# Backentasche

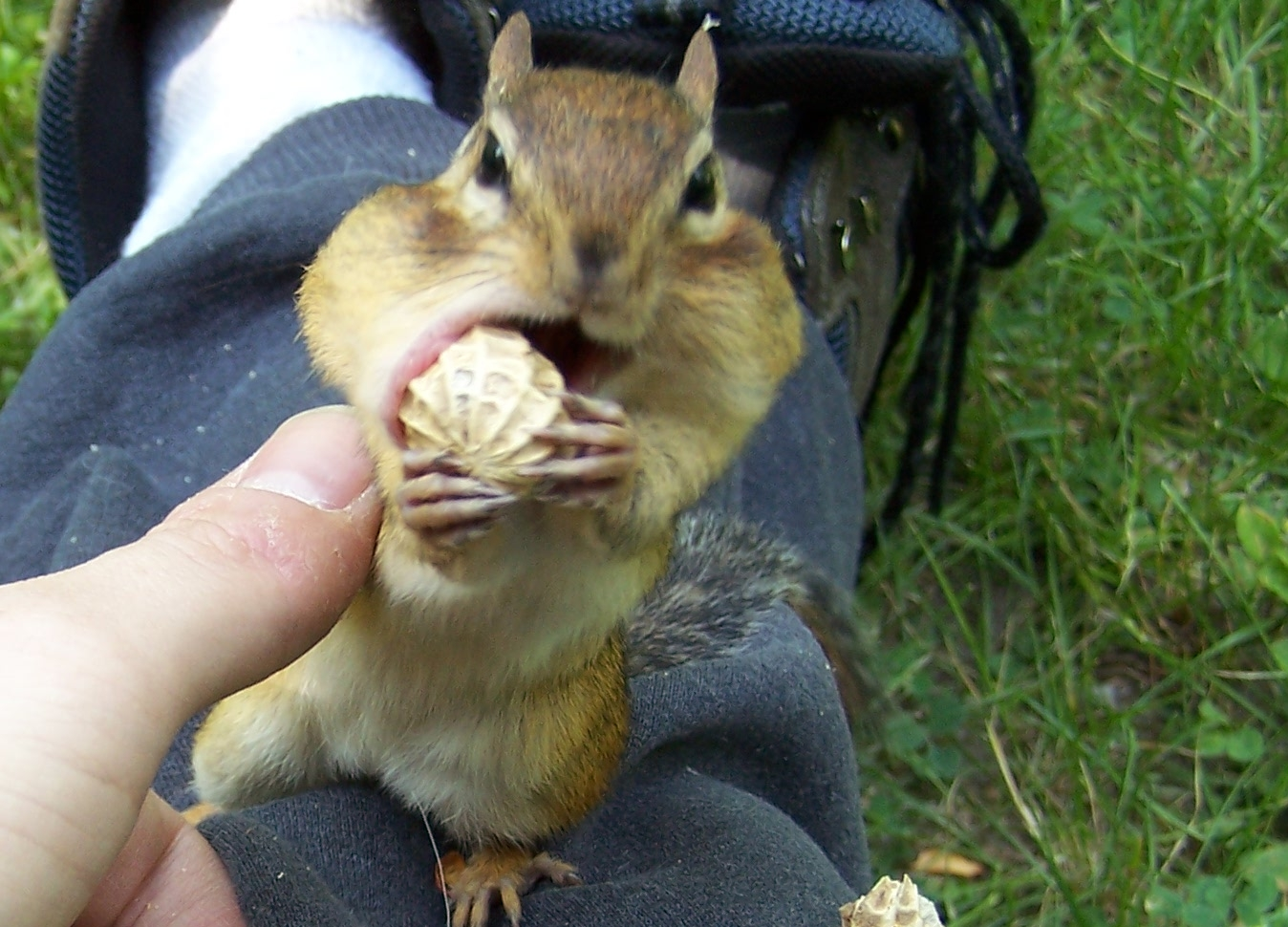
Streifenhörnchen mit Erdnuss in der Backentasche

Die Backentasche (lat. Saccus paraoralis oder Bursa buccalis) ist ein beidseitiger Blindsack unter der Halshaut bei einigen Säugetieren. Er dient der Zwischenspeicherung der Nahrung.

## Nagetiere
Bei Nagetieren kommen zwei Typen von Backentaschen vor. Innere Backentaschen sind Einstülpungen der Mundhöhle unter das Platysma und den Musculus sphincter colli profundus. Sie kommen bei Vertretern der Hörnchenartigen und der Mäuseartigen vor. Äußere Backentaschen haben eine Öffnung seitlich der Mundes und erstrecken sich ebenfalls unter die genannten Muskeln. Sie kommen bei Taschenratten und Taschenmäusen vor. Der Rückziehmuskel der Backentadche (Musculus retractor posterior) leitet sich bei den Baum- und Gleithörnchen von der Gesichtsmuskulatur, bei Hamstern vom Musculus trapezius und bei Taschennagern von beiden Muskelgruppen ab. Die Weite der Öffnung der Backentasche wird bei Hörnchen und Hamstern vom Musculus buccinator, bei den Taschennagern vom Musculus orbicularis sacculi im Zusammenwirken mit einer Schlinge des Platysmas regukliert.

### Hamster

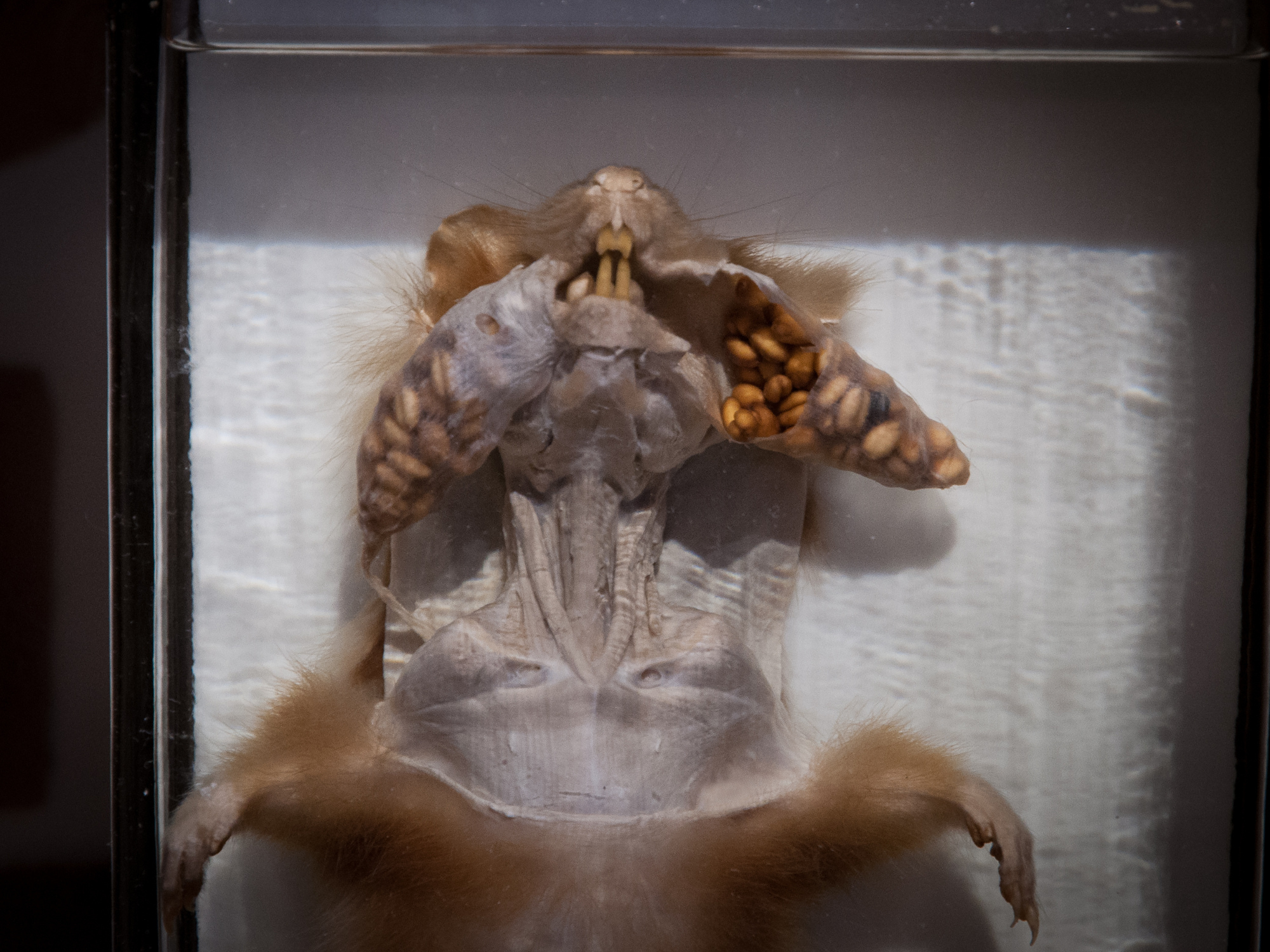
Herauspräparierte Backentaschen eines Feldhamsters

Bei Hamstern erstrecken sich die Taschen beidseits entlang des Unterkiefers bis hinter das Schulterblatt und liegen direkt unter der Haut. Sie haben beim Goldhamster ein Fassungsvermögen von etwa 20 g, währenddessen beim Feldhamster bis zu 50 g erreicht wird.
Die Öffnung der Backentasche liegt am Mundwinkel in Höhe der zahnfreien Lücke des Gebisses. Dort stülpt sich ein dreieckiges Hautfeld nach innen, welches die Backentasche bei geschlossener Maulöffnung zur Mundhöhle hin verschließt. In die Wand der Öffnung strahlt der Backenmuskel ein, der als Schließmuskel dient. Der Backentaschenrückziehermuskel (Musculus tensor sacci paraoralis) entspringt an den letzten beiden Brustwirbeln und strahlt in die von hinten-oben (dorsokaudal) in die Backentasche ein.
An der hinteren Innenwand der Taschen befindet sich ein nach vorne ragendes, stark gefaltetes Gewebe. Dieses ermöglicht die Vergrößerung der Taschen, wenn Nahrung aufgenommen wird. Die stark entwickelten Speicheldrüsen – vor allem Ohrspeichel- und Unterkieferspeicheldrüse – sorgen als Gleitmittel beim Transport in und aus den Backentaschen.
Bei unsachgemäßer Fütterung mit klebrigen Futtermitteln kommt es bei Hamstern häufig zu einer Verstopfung der Backentaschen, die dann manuell ausgeräumt werden müssen. Sekundär kann dann ein Backentaschenvorfall entstehen.

## Backentaschenaffen

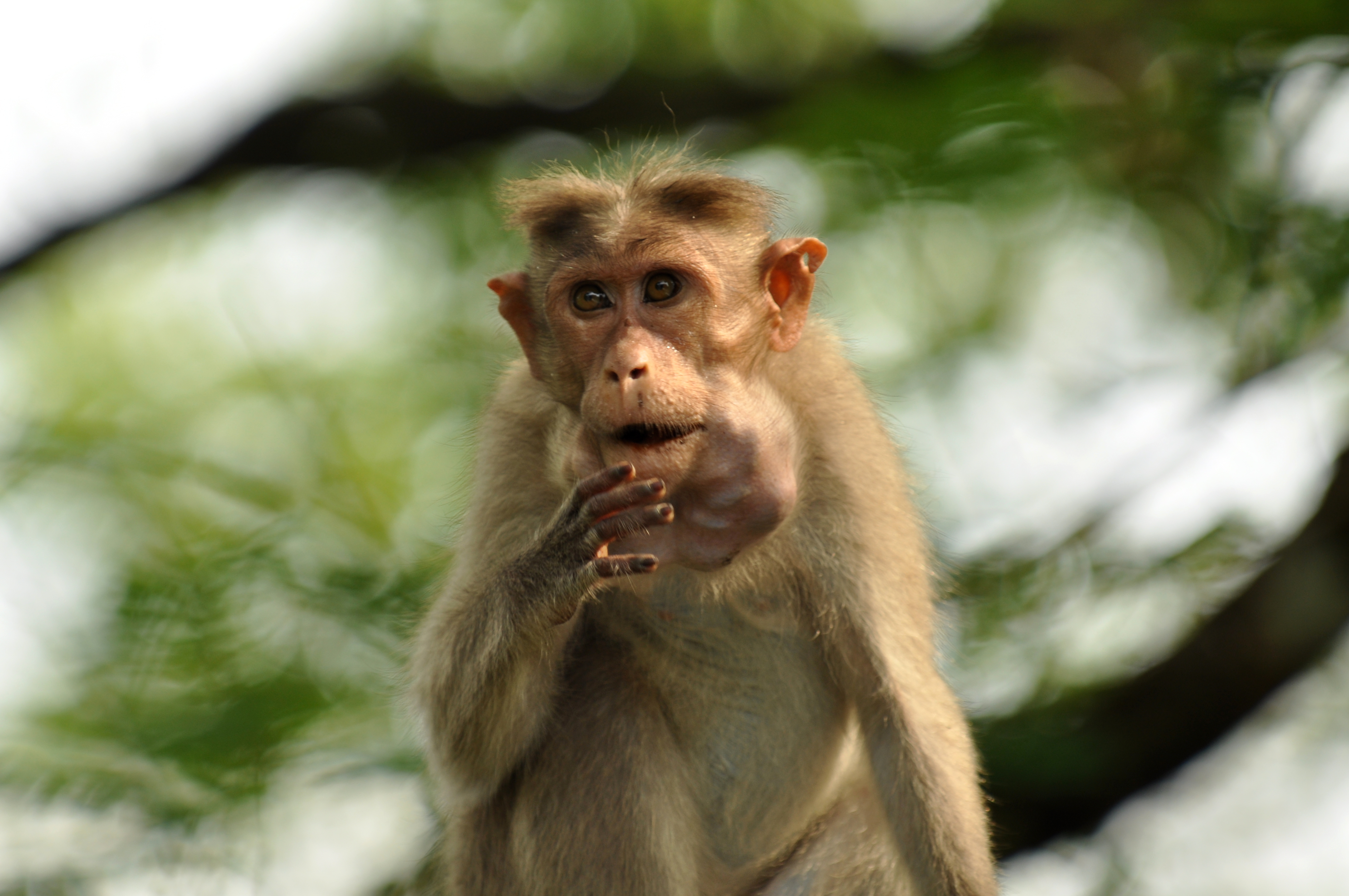
Mit Früchten gefüllte Backentaschen bei einem Indischen Hutaffen

Backentaschen sind ein typisches Merkmal der Unterfamilie der Backentaschenaffen und unterscheiden sie von anderen Meerkatzenverwandten. Sie erstrecken sich an beiden Seiten des Halses. Sie dienen der dem schnellen Verstauen von Nahrung bei Bedrohung durch Prädatoren, da sie damit alle vier Hände frei haben um kletternd zu fliehen. Backentaschenaffen besitzen Daumen und können ihre Hände zum Füllen und Entleeren der Backentaschen einsetzen.

## Koalas
Bei Koala liegt die Backentasche beidseits hinter Oberlippe und Mundwinkel zwischen Nasenöffnung und Auge. Die schräggestellte Öffnung reicht rostrodorsal vom oberen Eckzahn caudoventral zum Vormahlzahn. Die Backentasche hat eine Länge von 35 (Männchen) bzw. 28 mm (Weibchen), und einen Vertikaldurchmesser von 25 bzw. 20 mm. In der kaudoventralen Hälfte besitzt die Tasche eine Lage Speicheldrüsen. Seitlich ist sie vom Musculus buccinator bedeckt.

## Schnabeltier
Beim Schnabeltier liegen die Backentaschen beidseits der die Zähne ersetzenden Hornplatten. In ihnen wird die beim Tauchen aufgenommene Nahrung gespeichert und nach dem Auftauchen in die Mundhöhle zurückgeführt und zerkleinert.